# Rafael Orozco Maestre
Rafael José Orozco Maestre (Becerril, Cesar 24 de março de 1954 - Barranquilla, Atlántico 11 de Junho de 1992) foi um cantor e compositor colombiano de vallenato. Foi um dos principais representantes da música folclórica popular colombiana.
Na noite de 11 de junho de 1992, Rafael Orozco Maestre foi morto por um atirador na frente de sua casa. 

## Discografia
- 1975 - Adelante
- 1975 - Con emoción
- 1977 - Binomio de oro
- 1977 - Por lo alto
- 1978 - Enamorado como siempre
- 1978 -  Los Elegidos
- 1979 - Súper vallenato
- 1980 - Clase aparte
- 1980 - De caché
- 1981 - 5 años de oro
- 1982 - Festival vallenato
- 1982 - Fuera de serie
- 1983 - Mucha calidad
- 1984 - Somos vallenato
- 1985 - Superior
- 1986 - Binomio de oro
- 1987 - En concierto
- 1988 - Internacional
- 1989 - De Exportación
- 1990 - De fiesta con binomio de oro
- 1991 - De américa
- 1991 - Por siempre